# Zona Maco

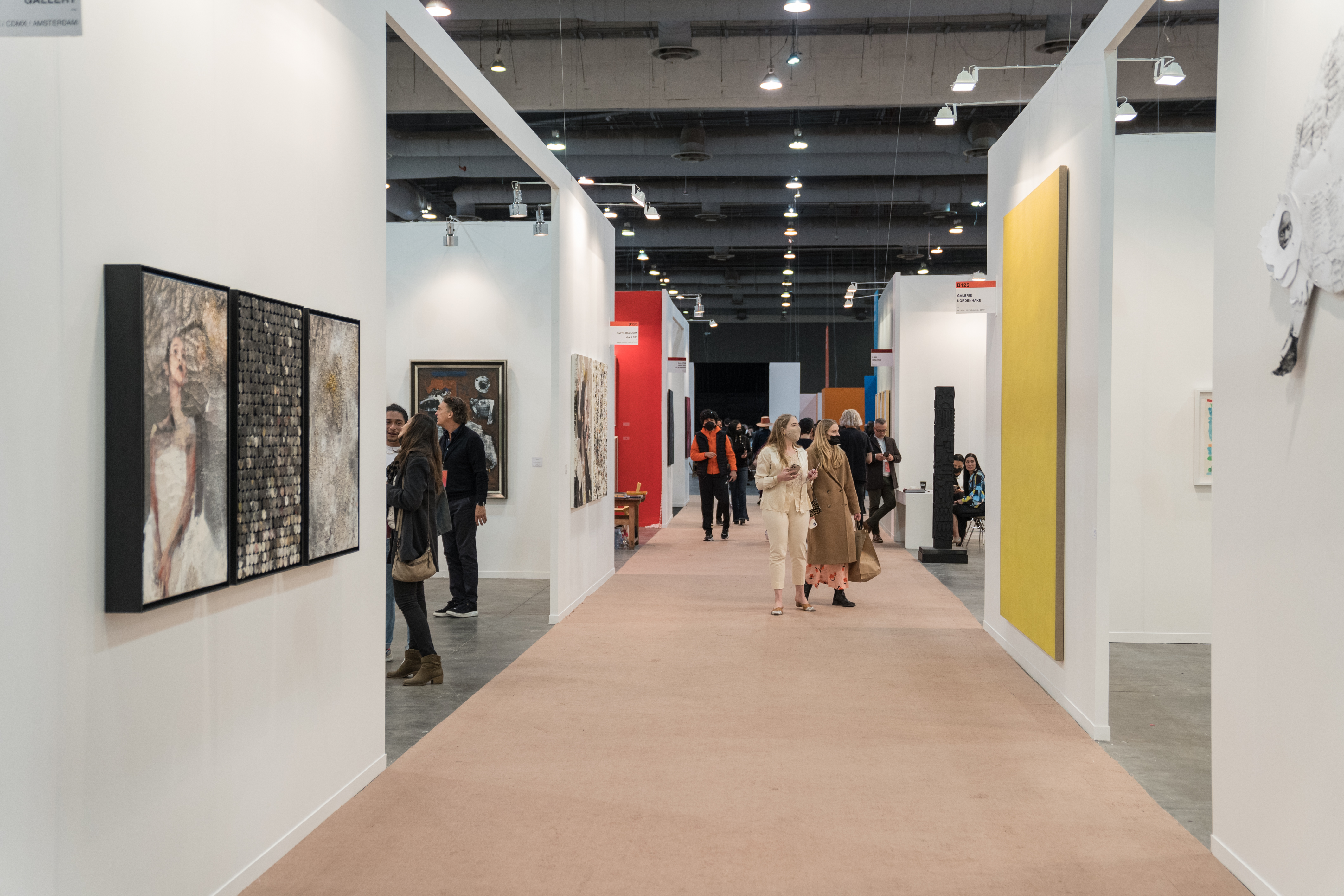
ZⓈONAMACO MÉXICO ARTE CONTEMPORÁNEO, Edición 2022

ZⓈONAMACO es una plataforma de ferias que se ha consolidado en Latinoamérica. Su principal feria, ZⓈONAMACO MÉXICO ARTE CONTEMPORÁNEO, reúne artistas y galerías de México, Latinoamérica y el mundo. La feria anual se lleva a cabo en el centro de convenciones Centro Citibanamex en la Ciudad de México durante febrero. Las ferias que forman parte de la plataforma de ZⓈONAMACO son;  ZⓈONAMACO MÉXICO ARTE CONTEMPORÁNEO enfocado en la difusión, compra y venta de arte contemporáneo, ZⓈONAMACO DISEÑO y DISEÑO EMERGENTE exponen objetos de diseño contemporáneo y emergente, ZⓈONAMACO SALÓN DEL ANTICUARIO que exhibe antigüedades y ZⓈONAMACO FOTO que presenta fotografía moderna y contemporánea.
ZⓈSONAMACO también cuenta con un programa de actividades paralelas que incluye exposiciones, conferencias y actividades en museos y galerías de la Ciudad de México. En el año 2021, surgieron  ZⓈONAMACO PATIO, una sección que muestra intervenciones en espacios al aire libre y Emergente, programa dirigido a jóvenes diseñadores emergentes. ZⓈONAMACO ha reunido a más de 200 expositores internacionales y ha recibido más de 81 mil visitantes en una sola edición

## Historia
La feria de arte se realizó por primera vez en Monterrey, Nuevo León, México en el 2002 bajo el nombre de “Muestra 1.” Al siguiente año, “Muestra 2,“ se llevó a cabo por primera vez en la Ciudad de México donde participaron cerca de 40 galerías locales y globales. En 2004, la feria se convirtió en la actual ZⓈONAMACO MÉXICO ARTE CONTEMPORÁNEO lo que posicionó al país como mercado cultural y artístico.
ZⓈONAMACO MÉXICO ARTE CONTEMPORÁNEO presenta propuestas jóvenes, de mediana carrera y obras contemporáneas de artistas globales y piezas históricas de arte moderno. Actualmente cuenta con las secciones: SECCIÓN GENERAL, ZⓈONAMACO ARTE MODERNO, ZⓈONAMACO SUR y ZⓈONAMACO EJES.

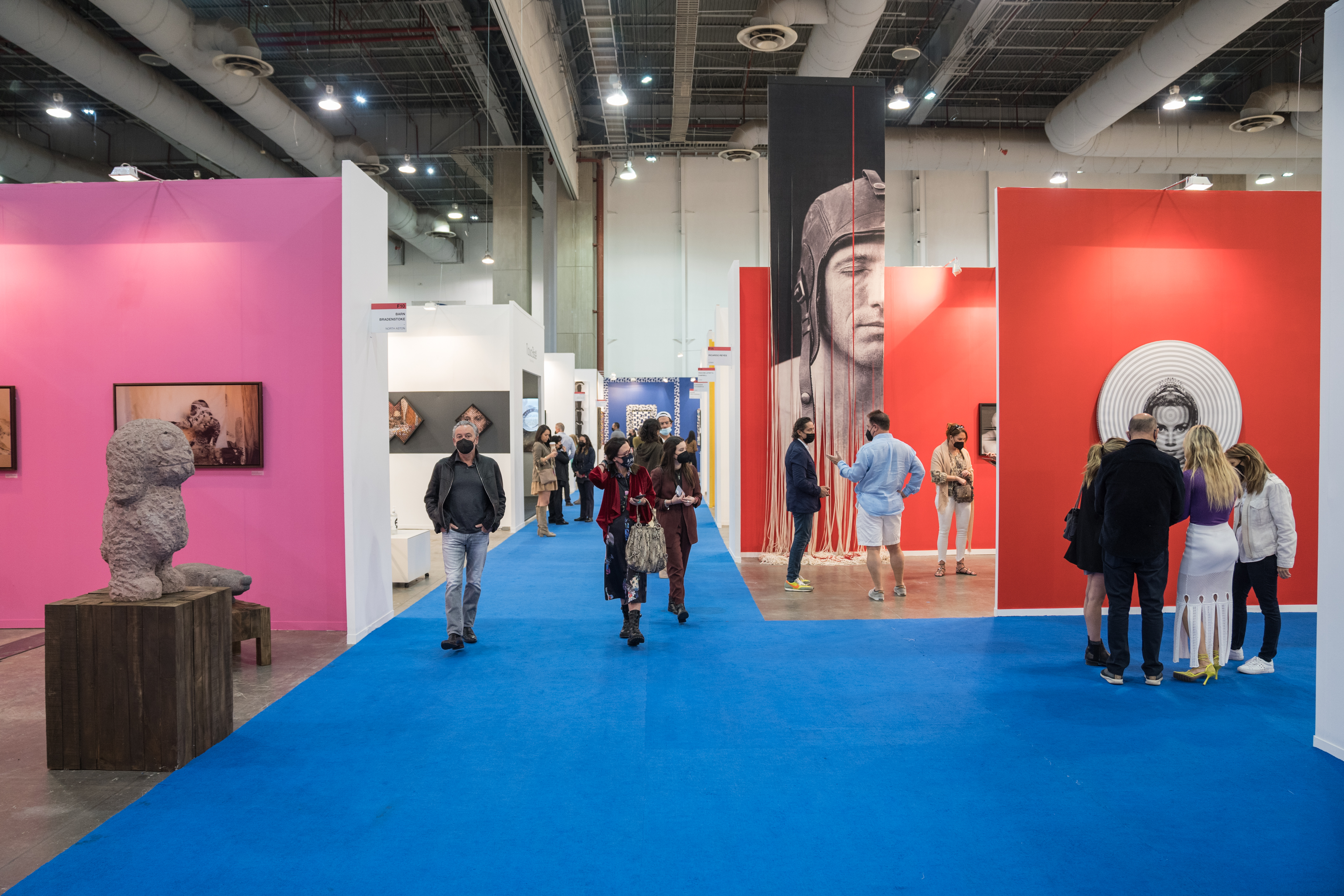
ZⓈONA MACO MÉXICO ARTE CONTEMPORÁNEO, Edición 2022

ZⓈONAMACO DISEÑO nació en 2011. Esta feria presenta una curaduría compuesta por muebles, joyería, textiles, objetos de uso cotidiano y decorativo, así como ediciones limitadas y piezas históricas. 
ZⓈONAMACO DISENO EMERGENTE: Se presentó por primera vez en 2021 con el objetivo de mostrar el trabajo de jóvenes diseñadores así como facilitar intercambios comerciales y laborales en los mundos del arte y el diseño.
ZⓈONAMACO SALÓN DEL ANTICUARIO se creó en 2014 y es una feria destinada a la exhibición, difusión y venta de  antigüedades, artes decorativas, arte popular, mobiliario, así como otros objetos de diseño y artefactos producidos antes de 1960. 
ZⓈONAMACO FOTO se estableció en 2015. Esta feria se enfoca en galerías y artistas que trabajan en el medio fotográfico y de video abordando temas contemporáneos, modernos e históricos.
En 2022, ZⓈONAMACO lanzó ($)ARTE Coin, un token social que permite desbloquear colecciones exclusivas de NFTs y que busca generar comunidad en torno al criptoarte.

## Ediciones
- ZⓈONAMACO MÉXICO ARTE CONTEMPORÁNEO México de Arte contemporáneo | 2009 - 2024, Centro Banamex, Ciudad de México[8]
- ZⓈONAMACO DISEÑO |2011 - 2024, Centro Banamex, Ciudad de México[9]
- ZⓈONAMACO SALÓN DEL ANTICUARIO | 2014 - 2024, Centro Banamex, Ciudad de México[10]
- ZⓈONAMACO FOTO | 2015- 2024, Centro Banamex, Ciudad de México[11]
- Feria Internacional de Arte Contemporáneo en México | 2008, Centro Banamex, Ciudad de México
- MACO MÉXICO ARTE CONTEMPORANEO México de Arte contemporáneo | 2007, Residencial Palmas Parque, Ciudad de México[12]
- MACO MÉXICO ARTE CONTEMPORÁNEO México de Arte contemporáneo | 2004 - 2006, Expo Reforma, Ciudad de México[13]
- La Muestra 2 | 2003, Wold Trade Center, Ciudad de México[14]
- La Muestra 1 | 2002, Monterrey, México

## Directores Artísticos
ZⓈONAMACO MÉXICO ARTE CONTEMPORÁNEO ha trabajado con cuatro directores artísticos responsables del aspecto estético de la exposición a fin de integrar los conceptos y piezas en relación con el público, el ambiente y el contexto.
- 2024 - Actualidad | Direlia Lazo (La Habana, 1984)[15]
- 2021 - 2023 | Juan Canela (Sevilla, 1980)[16]
- 2018 - 2020 | Tania Ragasol Valenzuela (Ciudad de México, 1972)[17]
- 2015 - 2017 | Daniel Garza Usabiaga (Ciudad de México, 1975)[18]
- 2012 - 2015 | Pablo del Val (Madrid, 1964)[19]

## Fundadora
Zélika García Ortiz (Monterrey) es la fundadora de ZⓈONAMACO (2004), la feria de arte más importante de Latinoamérica, que cada año reúne a galeristas, artistas y coleccionistas nacionales e internacionales, consolidándose como una plataforma de ferias especializadas.. Estudió la Licenciatura en Artes en la Universidad de Monterrey, donde enfocó sus esfuerzos en impulsar el arte en varias galerías del norte del país, lo que le brindó las herramientas necesarias para desarrollar una plataforma de exposición y venta de arte en México. Desde sus inicios, Zélika ha tenido la visión de posicionar a México como un referente en el mercado del arte contemporáneo a nivel internacional, creando un espacio donde el arte latinoamericano tenga la misma visibilidad y relevancia que el arte de otras regiones del mundo.
En 2002, lanzó Muestra, su primera feria de arte, con la ciudad de Monterrey como escenario. En 2003, organizó Muestra 2 por primera vez en la Ciudad de México, con la participación de 40 galeristas. Este evento fue un parteaguas para posicionar a México como un mercado cultural; tiempo después, se transformaría en MACO MÉXICO ARTE CONTEMPORÁNEO. Con los años, la feria ha evolucionado. Desde 2004, se convirtió en la actual ZⓈONAMACO MÉXICO ARTE CONTEMPORÁNEO, que hoy cuenta con más de 20 años de trayectoria y la participación de destacados coleccionistas y galeristas de arte contemporáneo de México y el extranjero. Actualmente, es uno de los eventos de arte más relevantes en América Latina.
Zélika ha sido pionera en diversificar la oferta cultural de ZⓈONAMACO a través de la creación de ferias especializadas, como ZⓈONAMACO DISEÑO en 2011, ZⓈONAMACO SALÓN DEL ANTICUARIO en 2014 y ZⓈONAMACO FOTO en 2015, con el objetivo de impulsar los sectores de diseño, antigüedades y fotografía en México.
En 2023, también fundó ABC Art Baja, el festival cultural más influyente en la región de Baja California, dedicado a la promoción de las activaciones culturales de la comunidad local de: San José, Todos Santos, La Paz, Ensenada, y Tijuana; y en la activación de los espacios públicos culturales creando un circuito en cada sede.
Su labor ha contribuido a la profesionalización del sector artístico en el país, ofreciendo espacios de diálogo y reflexión, fortaleciendo la infraestructura cultural y fomentando el coleccionismo del arte contemporáneo entre el público general.
ZⓈONAMACO se ha convertido en un punto de encuentro para la comunidad artística global, donde surgen oportunidades de colaboración y se establecen redes entre artistas emergentes y consolidados, así como con instituciones culturales, museos y coleccionistas privados. La proyección internacional de ZⓈONAMACO ha permitido que la feria se posicione como un referente no solo en América Latina, sino también en el circuito global del arte contemporáneo, atrayendo a importantes instituciones y coleccionistas de Estados Unidos, Europa y Asia.
El trabajo de Zélika ha sido reconocido con diversos galardones, entre los que destacan: Los 300 Líderes Más Influyentes de México (Líderes Mexicanos, 2019, 2017 y 2015), Los Mexicanos Más Creativos del Mundo (Forbes México, 2015), Trofeo a la Mujer Montblanc ‘Mujer que abre camino’ (2014), Los Creativos Mexicanos que Sorprenden al Mundo (Forbes México, 2014), 50 Personajes que Transforman a México (Revista Quién, 2014), Las 50 Mujeres Más Poderosas de México (Forbes México, 2013), Premio GQ Hombres y Mujeres del Año ‘Promotora Cultural del Año’ (Revista GQ, 2013) y Las 30 Promesas Mexicanas en los 30 (Revista Expansión, 2008), entre otros.
Actualmente, Zélika es miembro y jurado de diversos comités, como el Premio de Adquisición Artz Pedregal, el Premio de Adquisición Grupo Axo, la Selección Reserva de la Familia José Cuervo y el Programa de Residencias de Artistas Casa Proal (San Rafael, Veracruz). Además, ha formado parte de iniciativas como Huffy Bikes ‘Premio Huffy te Lleva’ (2015-2016), Premio Tequila 1800 Colección (2013-2016), A Shaded View On Fashion Film (ASVOFF, 2014), Premio Chilango Arte Público (2011-2012) y Perrier Art Contest (2011).
Gracias a su visión y esfuerzo, Zélika García ha sido clave para la evolución del mercado del arte en México, proyectando a ZⓈONAMACO como un referente cultural en América Latina y más allá, y transformando el panorama del arte contemporáneo en la región.
Referencias
1. ↑  «ZⓈONAMACO arranca en México con una propuesta para las galerías de arte en la capital». 28 de abril de 2021.
2. ↑  «ZonaMaco». Consultado el 5 de julio de 2022.
3. ↑  «Mexico City’s alternative galleries are challenging stereotypes». Consultado el 5 de julio de 2022.
4. ↑  «"Queremos que el trabajo de los artistas se difunda": Zélika García, directora de Zona Maco». Consultado el 5 de julio de 2022.
5. ↑  «MUESTRA 2». Consultado el 5 de julio de 2022.
6. ↑  «Queremos que el trabajo de los artistas se difunda": Zélika García, directora de ZⓈONAMACO». Consultado el 5 de julio de 2022.
7. ↑  «LA EVOLUCIÓN DE ZⓈONAMACO». Consultado el 5 de julio de 2022.
8. ↑  "Más de 40 mil personas visitaron la edición 13 Zona Maco", La Jornada, Mexico, 9 February 2016. Retrieved on 23 June 2016.
9. ↑  «¿Qué es ZⓈONAMACO? Todo lo que tienes que saber sobre la feria de arte más importante de América Latina». Consultado el 5 de julio de 2022.
10. ↑  "ZⓈONAMACO inaugura el SALÓN DEL ANTICUARIO", Milenio, Mexico, 25 September 2014. Retrieved on 23 June 2016.
11. ↑  "The ZⓈONAMACO fair group to organize a photography fair", Arte por Excelencias, Madrid, 20 March 2015. Retrieved on 23 June 2016.
12. ↑  Mac Masters, Merry "Maco se consolida como la feria de arte contemporáneo más relevante de AL", La Jornada, Mexico, 13 April 2007. Retrieved on 23 June 2016.
13. ↑  Márquez, Fabián "Concluye segunda edición de Maco", El Universal, Mexico, 25 April 2005. Retrieved on 23 June 2016.
14. ↑  "Llega feria de arte a la ciudad de México", El Universal, Mexico, 27 February 2003. Retrieved on 23 June 2016.
15. ↑  «Direlia Lazo».
16. ↑  «Juan Canela». Consultado el 5 de julio de 2022.
17. ↑  «Tania Ragasol Valenzuela».
18. ↑  «DANIEL GARZA USABIAGA». Consultado el 5 de julio de 2022.
19. ↑  «Pablo del Val». Consultado el 5 de julio de 2022.
20. ↑  «Zélika García, resiliencia en el arte contemporáneo». Consultado el 5 de julio de 2022.
21. ↑  «Arte para vestir, una nueva propuesta». Consultado el 5 de julio de 2022.
22. ↑  «Zélika García: la puerta que dejo entrar el mercado del arte a México». Consultado el 5 de julio de 2022.
23. ↑  «Muestra 001». Consultado el 5 de julio de 2022.
24. ↑  «Todo lo que debes saber de ZonaMACO y su fundadora, Zélika García». Consultado el 5 de julio de 2022.

- Datos: Q24730661